# إمبراطورية الآزتيك
إمبراطورية الآزتيك هي دولة أسسها الآزتيك وهم من شعوب الأمريكيين الأصليين، سيطر هذا الكيان على معظم ما يعرف اليوم بالمكسيك في الفترة من 1430م حتى حوالي 1521م. الإمبراطورية تمثل أعلى نقطة في تطور حضارة الآزتيك الغنية التي كانت قد بدأت منذ أكثر من قرن في وقت سابق، وراحت تسيطر على منطقة تمتد من وادي المكسيك في وسط المكسيك وشرقا إلى خليج المكسيك وجنوبا لغواتيمالا. عندما كانت إمبراطورية غزاها الأسبان.
ولقد دمرت إمبراطورية الآزتيك بعد الغزو الأسباني، عام 1519م، وعندما سيطرت عليهم قوات الغازي إرنان كورتيس، ولكن ظلت حضارتهم ذات تأثير مهم على تطور الثقافة المكسيكية. والكثير من المكسيكيين المعاصرين ينحدرون من سلالة شعب الآزتيك، وأكثر من مليون مكسيكي يتكلم ناهواتل، اللغة الأم لشعب الأزتك، وهي لغتهم الأولى. في مكسيكو سيتي وتستمر الحفريات للكشف عن أساسات المعبد والتماثيل والمجوهرات والتحف وغيرها من حضارة الآزتيك.

## أصل الكلمة وتعاريفها
لم تُستخدم كلمة «آزتيك» من قِبَل شعب الآزتيك ذاته. بل استُخدمت بشكل متنوع للإشارة إلى إمبراطورية التحالف الثلاثي، شعوب مجموعة لغات ناواتل في وسط المكسيك قبل الغزو الإسباني، أو على وجه التحديد ما يسمى العرق المكسيكي للشعوب الناطقة بلغة الناواتل. الاسم مُشتق من كلمة ناواتل التي تعني «الأشخاص القادمون من أزتلان»، والذي يُعدّ المكان الأسطوري لأهالي الناوتل. وفي هذا المقال، تُشير كلمة «أزتيك» فقط إلى المدن التي شكَّلت أو كانت خاضعة تحت حكم التحالف الثلاثي. للاطلاع على الاستخدام الأوسع للمصطلح، انظر المقالة تحت عنوان آزتك.

## التاريخ

### ما قبل إمبراطورية الآزتيك
انحدرت شعوب الناوتل من الشعوب البدوية تُدعى شيشيميكا الذين هاجروا إلى وسط المكسيك من الشمال في أوائل القرن الثالث عشر. تتماثل قصة هجرة شعوب العرق المكسيكي مع تلك التي كانت في مناطق أخرى من وسط المكسيك والتي تميزت بمواقع ساحرة، والكثير من الأفراد والأحداث، والتي جمعت بين التاريخ الدنيوي والإلهي كما كانوا يسعون إلى الشرعية السياسية. وفقًا للمخطوطات التصويرية التي سجـَّـلت تاريخ شعب الآزتيك، كان اسم المكان الأصلي لهم هو أزتلان. استقر المهاجرون الأوائل في مناطق حوض المكسيك والأراضي المحيطة بها وقاموا بإنشاء سلسلة من المدن المستقلة. كانت مدن الناوا والمدن القديمة التي كانت تدعى ألتيبل خاضعة تحت حكم مجموعة من التلاتوك وتعني الملوك (مفردها، تلاتوني: ملك). وقد أنشأت الشعوب الأصلية الأخرى معظم المستوطنات القائمة حاليًا قبل هجرة المكسيك.
خاضت هذه المدن القديمة حروبًا عديدة ومتنوعة ضد بعضها البعض، ولكن بسبب تحول التحالفات، لم تكتسب أي مدينة منفردة الهيمنة بالكامل. إذ كان شعب العرق المكسيكي آخر المهاجرين إلى نهر ناهوا الذين وصلوا إلى وسط المكسيك. دخلوا إلى حوض المكسيك حوالي عام 1250، وبحلول ذلك الوقت، كانت معظم الأراضي الزراعية الجيدة قد سُكنت بالفعل. اقنع المكسيكيين ملك كولواكان، وهي مدينة صغيرة ولكن لها أهمية بالغة تاريخيًا باعتبارها كانت ملجأ لحضارة التولتك، في السماح لهم بالاستقرار في منطقة غير خصبة نسبيًا من الأرض تسمى تشابولتيبيك (شابولتيبك، «على هضبة الجنادب). وقد عمل المكسيكيون في تلك المنطقة بمثابة مرتزقة لصالح ملك كولواكان.
بعد أن خاض المكسيكيون حربُا لصالح ملك كولواكان، عيّن الملك واحدة من بناته على أن تحكم عليهم. وفقًا للروايات الأصلية الأسطورية، ضحَّى بها المكسيكيون عن طريق تمزيق جلدها، بأمر من إلههم كسيبي توتيك. عندما علم ملك كولواكان بذلك، جهَّز جيشه بالعتاد وانطلق لمحاربتهم. انتقل المكسيكيون إلى جزيرة في وسط بحيرة تكسوكو، حيث بنى نسر عشه على نبات الصبار. وقد فسر المكسيكيون هذا على أنه علامة من إلههم وقاموا بتأسيس مدينة جديدة على هذه الجزيرة أسموها، تينوتشتيتلان، في عام أوم كالي، أو «المنزلين» (1325 ميلادي).

### صراع الآزتيك
برزت شعوب العرق المكسيكي باعتبارهم محاربين شرسين إذ تمكنوا من ترسيخ مكانتهم كقوة عسكرية. وقد ساعدت أهمية المحاربين والطبيعة المتكاملة للحرب في الحياة السياسية والدينية في المكسيك في دفعهم إلى الظهور كقوة عسكرية مهيمنة قبل الوصول الإسباني حتى عام 1519.
تحالف سكان المدينة الجديدة مع مدينة أزكابوتزالكو ودفعوا جزية لحاكمها، تيزوزوموك. وبمساعدة المكسيكيين، بدأت مدينة أزكابوتزالكو في التوسع إلى إمبراطورية تبعية صغيرة. وحتى هذه النقطة، لم يتم الاعتراف بحاكم المكسيك كملك شرعي. قدّم الزعماء المكسيكيون عريضة لأحد ملوك كولواكان يطلبون منه أن يزوج إحدى بناته لأحدٍ منهم لإدخالها مع العرق المكسيكي. وجاء ابنهم، أكامابيشتلي، كأول تلاتواني (ملك) في تينوشتيتلان في عام 1372.
بينما وسَّعت مجموعة التبانيك حكمها في مدينة أزكابوتزالكو بمساعدة المكسيكيين، نمت مدينة أكولهوا من تِشْكوكو ودخلت السلطة في الجزء الشرقي من حوض البحيرة. وفي نهاية المطاف، اندلعت الحرب بين الولايتين، لعب المكسيكيون دورًا بالغ الأهمية في غزو «تِشْكوكو». وبحلول ذلك الوقت، كان مدينة تينوتشتيلان قد تحولت إلى مدينة كبيرة وتمت مكافئتها على ولائها للتبانيك بتقديم مدينة تشكوكو كولاية تابعة لها.

### حرب التبانيك
في عام 1426، توفي ملك التبانيك، تيزوموك، وأدت أزمة الخلافة الناجمة عن ذلك إلى اندلاع حرب أهلية بين الخلفاء المحتملين. دعم المكسيكيين وريث تيزوموك المفضل، تياها، الذي كان متحمسًا في البداية بأن يصبح ملكًا. ولكن ابنه، ماكستلا، سرعان ما استولى على العرش وانقلب على جميع الفصائل التي عارضته، بما في ذلك حاكم المكسيك تشيمالبابووكا الذي توفي بعد ذلك بقليل، وربما كان قد اغتاله ماكستلا بنفسه.
استمر حاكم المكسيك الجديد إيتزكواتل في تحدي ماكستلا؛ وحاصره حاكم تينوتشتيتلان وطالب بزيادة مدفوعات الإعانة. انقلب ماكستلا على نحو مماثل ضد أكولهوا، وفرَّ ملك تشكوكو، نيزاهوكونيتول، إلى المنفى. وقد جنَّد نيزاهوكونيتول مساعدة عسكرية من ملك هوكسوتزينكو، وحصل المكسيكيون على دعم سكان مدينة تبانيك المنشقة، تلاكوبان. في عام 1427، خاض تينوتشتيتلان، وتشكوكو، وتلاكوفان، وهوكسوتزينكو الحرب ضد أزكابوتزالكو، محققين النصر في عام 1428.
وبعد الحرب، انسحب هوكسوتزينكو، وفي عام 1430، شكَّلت المدن الثلاث المتبقية معاهدة تٌعرف اليوم باسم التحالف الثلاثي. وتم شق وتمهيد أراضي التبانيك بين المدن الثلاث، التي وافق قادتها على التعاون في حروب الغزو في المستقبل. وكانت الأرض التي يتم الحصول عليها من الفتوحات التي كانوا يقومون بها تقع تحت حكم المدن الثلاث معًا. وكان من المقرر تقسيم الجزية بحيث يذهب خمسيها إلى تينوتشتيتلان وتشكوكو، وخُمسها إلى تلاكوبان. وقد تقلَّد كل من ملوك التحالف الثلاثة بدوره لقب «هولتواني» (والذي يعني «المتحدث الأكبر»، ويُترجم غالبًا إلى «إمبراطور») وفي هذا الدور، كان لكل منهم منصب قانوني يفوق حكام المدن الأخرى.
في المائة عام التي تلت ذلك، اجتمع ملوك التحالف الثلاثي وقرروا السيطرة على وادي المكسيك وذلك بهدف توسيع قوتهم لتصل إلى شواطئ خليج المكسيك ومنطقة المحيط الهادئ. ثم مع مرور الوقت، أصبح تينوتشتيتلان القوة المهيمنة الأكبر في التحالف. إذ كان اثنان من المخططين الرئيسيين لهذا التحالف هما الأخوان تلاكايل وموكتيزوما، قريبي أيتزكواتل. نجح موكتزوما أخيرًا بالوصول إلى العرش والحصول على لقب هولتواني في عام 1440. كما نجح تلاكايل بالحصول على لقب «سيواكاواتل» الذي أنشئ حديثًا، وهو المنصب ما بين «رئيس الوزراء» و «الوالي».